# Oxysulfure de gadolinium
L'oxysulfure de gadolinium, également appelé sulfoxylate de gadolinium, GOS ou Gadox, est un composé inorganique, oxysulfure de gadolinium de formule Gd2O2S.

## Utilisations
L’oxysulfure de gadolinium est principalement utilisé dans les scintillateurs en céramique. Les scintillateurs sont utilisés dans les détecteurs de rayonnement pour le diagnostic médical. Le scintillateur est le capteur de rayonnement primaire qui émet de la lumière lorsqu’il est frappé par des photons de haute énergie. Les céramiques à base de Gd2O2S présentent des densités finales de 99,7 % à 99,99 % de la densité théorique (7,32 g/cm3) et une granulométrie moyenne allant de 5 micromètres à 50 micromètres en fonction du procédé de fabrication. Deux voies de préparation des poudres ont été couronnées de succès pour la synthèse des complexes de poudre Gd2O2S: Pr, Ce, F pour les scintillateurs en céramique. Ces voies de préparation sont appelées méthode du flux d’halogénures et méthode de précipitation des sulfites. Les propriétés de scintillation des complexes Gd2O2S: Pr, Ce, F démontrent que ce scintillateur est prometteur pour les applications d’imagerie. Ce scintillateur a deux inconvénients principaux ; l’une d’entre elles étant la structure cristalline hexagonale, qui ne possède qu'une translucidité optique et une faible collecte de lumière externe au niveau de la photodiode. L’autre inconvénient est l’endommagement élevé de l’échantillon par les rayons X.
L'oxysulfure de gadolinium activé (en) au terbium est souvent utilisé comme scintillateur en imagerie aux rayons X. Il émet des longueurs d'onde comprises entre 382 et 622 nm, bien que le pic d'émission primaire soit à 545 nm. Il est également utilisé comme phosphore vert dans les tubes cathodiques de projection, bien que son inconvénient soit une baisse marquée de l'efficacité lorsque la température augmente. Parmi les variantes, on peut citer par exemple, l'utilisation du praséodyme au lieu du terbium (numéro CAS 68609-42-7, numéro CE 271-826-9), ou l'utilisation d'un mélange de dysprosium et de terbium pour le dopage (n° CAS 68609-40-5, numéro CE 271-824-8).
L’oxysulfure de gadolinium est un matériau hôte luminescent prometteur, en raison de sa densité élevée (7,32 g/cm3) et du numéro atomique effectif élevé de Gd. Ces caractéristiques conduisent à une forte probabilité d’interaction pour le rayonnement X. Plusieurs voies de synthèse ont été développées pour la fabrication des phosphores Gd2O2S, notamment : la méthode de réaction à l’état solide, la méthode de réduction, la méthode de synthèse par combustion, la méthode de membrane d'émulsion liquide et la méthode de sulfuration gazeuse. La méthode de réaction à l’état solide et les méthodes de réduction sont les plus couramment utilisées en raison de leur grande fiabilité, de leur faible coût et de leurs propriétés luminescentes élevées. Les sous-microphosphores (Gd0.99,Pr0.01)2O2S synthétisés par la méthode de précipitation homogène sont très prometteurs pour un nouveau matériau émetteur vert utilisable dans le domaine de l’imagerie numérique à rayons X à haute résolution. Les phosphores en poudre d’oxysulfure de gadolinium sont intensivement utilisés pour la conversion des rayons X en lumière visible dans l’imagerie médicale aux rayons X. Les détecteurs de rayons X à l'état solide basés sur Gd2O2S:Pr ont été réintroduits avec succès dans l'analyse des rayons X en tomodensitométrie médicale (imagerie coupe par coupe, utilisant tout type de rayonnement pénétrant).

## Structure cristalline
La structure cristalline de l’oxysulfure de gadolinium a une symétrie trigonale (groupe d'espace numéro 164). Chaque ion gadolinium est coordonné par quatre atomes d’oxygène et trois atomes de soufre dans un arrangement symétrique de non-inversion. La structure Gd2O2S est constituée d'une couche de soufre avec des couches doubles de gadolinium et d’oxygène entre les deux.

## Toxicité
Un appareil de protection respiratoire approuvé doit être porté si l’on peut être exposé à la poussière lors du travail avec de l’oxysulfure de gadolinium. L’inhalation peut entraîner des lésions pulmonaires. L’exposition à des composés de gadolinium peut causer des lésions aux poumons et/ou au foie. Les gants sont fortement recommandés lorsqu’un contact avec la peau est probable. Le contact avec la peau peut provoquer des éruptions cutanées, des rougeurs ou des dermatites. L’oxysulfure de gadolinium doit être stocké à l’écart des acides minéraux, des oxydants puissants et des matériaux inflammables. Lorsque l’oxysulfure de gadolinium entre en contact avec des acides minéraux, du sulfure d’hydrogène peut être produit.